# 五丁目に咲いた恋は、絶対に結ばれないと人々は噂した
『五丁目に咲いた恋は、絶対に結ばれないと人々は噂した』（ごちょうめにさいたこいはぜったいにむすばれないとひとびとはうわさした）は、1976年5月15日から同年6月12日まで日本テレビ系列の『グランド劇場』で放送されたテレビドラマである。全5回。

## 概要
漫画家とヌードで売る週刊誌のハチャメチャ記者と、華道家元の娘が織り成す恋愛劇。
「長いタイトルシリーズ」の第2弾。

## 出演者
- 丹阿弥仙水：栗原小巻
- 山室草介：石坂浩二 - 週刊誌「TAROU」記者
- 比呂子：安田道代
- 丹阿弥松慶（仙水の父）：小沢栄太郎
- 丹阿弥青火（仙水の義兄）：津川雅彦
- 丹阿弥章二（仙水の弟）：加納竜
- 夏圭子
- 沼田：柴俊夫 - カメラマン
- 九重佑三子
- 市地洋子

ほか

## スタッフ
- 脚本：市川森一（全話）
- 監督：石橋冠（全話）
- 主なプロデューサー：早川恒夫
- 音楽：坂田晃一
- 制作：俳優座、NTV

## 主題歌
「俺にいただけませんか」
- 作編曲は坂田晃一だが、作詞と歌は不明。

## 参考資料
- テレビドラマデータベース

| 日本テレビ系 グランド劇場                              | 日本テレビ系 グランド劇場                            | 日本テレビ系 グランド劇場              |
| 前番組                                                 | 番組名                                               | 次番組                                 |
| ------------------------------------------------------ | ---------------------------------------------------- | -------------------------------------- |
| 二丁目の未亡人は、 やせダンプといわれる 凄い子連れママ | 五丁目に咲いた恋は、 絶対に結ばれないと 人々は噂した | 三丁目の古寺に、 照る日曇る日、 恋の雨 |